# Канда Кацуо
Кацуо Канда (яп. 勝夫 神田; нар. 21 червня 1966, Ніїґата, Японія) — японський футболіст, що грав на позиції захисника. У складі національної збірної Японії провів 1 матч.

## Клубна кар'єра
У дорослому футболі дебютував 1989 року виступами за команду клубу «НКК», в якій провів три сезони, взявши участь у 87 матчах чемпіонату. Більшість часу, проведеного у складі команди, був основним гравцем захисту.
Своєю грою за цю команду привернув увагу представників тренерського штабу клубу «Сересо Осака», до складу якого приєднався 1994 року. Відіграв за команду з Осаки наступні три сезони своєї ігрової кар'єри. Граючи у складі «Сересо Осака» також здебільшого виходив на поле в основному складі команди.
1998 року уклав контракт з клубом «Йокогама Ф. Марінос», у складі якого провів наступний рік своєї кар'єри гравця.  Тренерським штабом нового клубу також розглядався як гравець «основи».
2000 року перейшов до клубу «Альбірекс Ніїгата», за який відіграв 3 сезони. Тренерським штабом нового клубу також розглядався як гравець «основи». Завершив професійну кар'єру футболіста виступами за команду «Альбірекс Ніїгата» 2003 року.

## Виступи за збірну
1995 року дебютував в офіційних матчах у складі національної збірної Японії. Протягом кар'єри у національній команді провів у формі головної команди країни 1 матч.